# Ideratus nactus
Ideratus nactus är en skalbaggsart som först beskrevs av Lane 1970.  Ideratus nactus ingår i släktet Ideratus och familjen långhorningar. Inga underarter finns listade i Catalogue of Life.